# Stoke-on-Trent

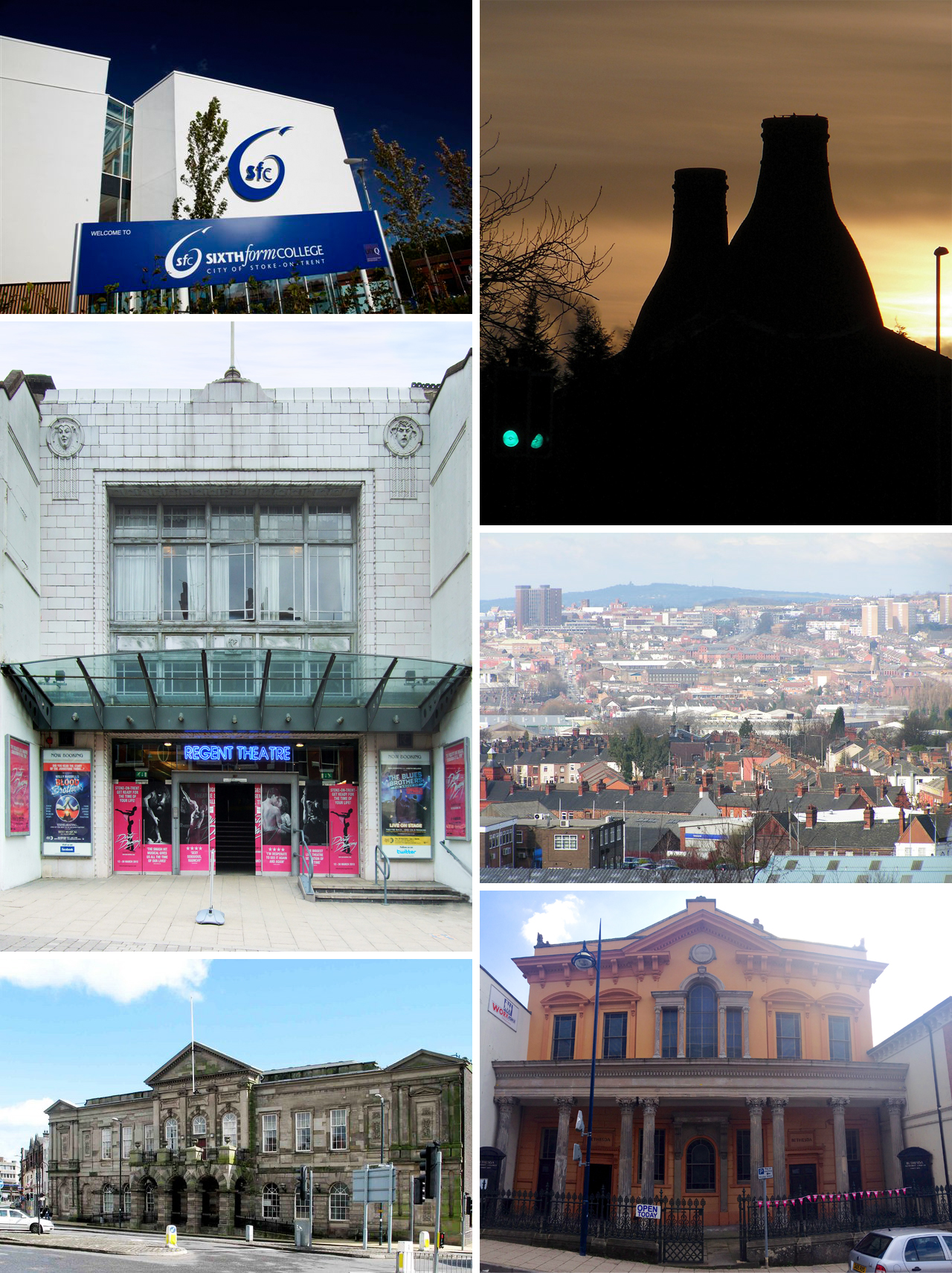

Stoke-on-Trent – miasto i dystrykt (unitary authority) w Wielkiej Brytanii (Anglia), w hrabstwie ceremonialnym Staffordshire, nad rzeką Trent. Zostało utworzone przez federację sześciu miast w 1910 r.
W 2021 roku dystrykt liczył 260 560 mieszkańców.
Miasto jest ważnym ośrodkiem przemysłu ceramicznego, stanowiąc centrum regionu zwanego The Potteries.

## Miasta
- Stoke-upon-Trent, Burslem, Tunstall, Longton, Fenton i Hanley.

## Inne miejscowości
- Abbey Hulton, Adderley Green, Baddeley Green, Blurton, Bradeley, Cliffe Vale, Etruria, Hanford, Milton, Penkhull, Hartshill, Sandford Hill, Sneyd Green i Weston Coyney.

## Znane osoby związane z miastem
- Robbie Williams – piosenkarz
- Slash – gitarzysta zespołów Guns N’ Roses, Slash’s Snakepit i Velvet Revolver
- Edward J. Smith – kapitan Titanica
- Reginald Joseph Mitchell – twórca Supermarine’a Spitfire’a
- Phil Taylor – darter, wielokrotny mistrz świata
- Adrian Lewis – darter, dwukrotny mistrz świata
- Stanley Matthews – piłkarz, pierwszy zdobywca złotej piłki w Europie
- John Wain – poeta, powieściopisarz i krytyk literacki
- Hugh Dancy – aktor
- Ian Fraser Kilmister (Lemmy) – założyciel, basista i wokalista zespołu Motörhead.
- Sid Glover – gitarzysta zespołu Heaven's Basement

## Miasta partnerskie
- Erlangen
- Limoges